# Belsam
Belsam é um demônio que foi retratado nas declarações das possuídas do convento das Ursulinas de Loundun em 1832.
Na Bíblia, Belsan, é um dos hebreus exilados que voltaram para a Judeia sob o comando de Zorobabel.

## Fonte
- Diccionário das ciencias ocultas. Editorial Caymi, Buenos Aires;